# Colonia Nicolás Bravo
Colonia Nicolás Bravo är en ort i Mexiko.   Den ligger i kommunen Delicias och delstaten Chihuahua, i den nordvästra delen av landet, 1 200 km nordväst om huvudstaden Mexico City. Colonia Nicolás Bravo ligger 1 212 meter över havet och antalet invånare är 1 772.
Terrängen runt Colonia Nicolás Bravo är platt. Runt Colonia Nicolás Bravo är det glesbefolkat, med 9 invånare per kvadratkilometer. Närmaste större samhälle är Ciudad Delicias, 12,2 km nordost om Colonia Nicolás Bravo. Trakten runt Colonia Nicolás Bravo består till största delen av jordbruksmark.